# 文心雕龍講疏 (王元化)
《文心雕龍講疏》，初名《文心雕龍柬釋》，首版名稱為《文心雕龍創作論》，後又更名為《讀文心雕龍》，是王元化對於《文心雕龍》所作的一本研究書籍，整書約19萬字，1979年首版。主要針對於劉勰的生平思想和《文心雕龍》創作理論進行探討。此書在文心雕龍學研究史上有重要地位:210，被認為對「《文心雕龍》研究的繁榮興盛有非常特殊的作用」:383，是當時「比較文學研究代表作」。

## 內容
以1979年的初版為例：此版本分為上下兩篇。上篇討論了劉勰的身世和士庶出區別、《滅惑論》與劉勰前後期的變化以及劉勰的文學起原論與文學創作論。下篇針對了創作論的八篇具體篇章進行討論，包括：
- 釋《物色篇》心物交融說
- 釋《神思篇》杼軸獻功說
- 釋《體性篇》才性說
- 釋《比興篇》擬容取心說
- 釋《情釆篇》情志說
- 釋《熔裁篇》三准說
- 釋《附會篇》雜而不越說
- 釋《養氣篇》率志委和說[3]

## 演變
作者王元化由1946年起在國立北平鐵路學院任教，曾選出數篇《文心雕龍》作為教材，成為創作動機。此書於1961年開始動筆，但因為患病關係，時寫時輟，1966年初大致完成初稿，初名為《文心雕龍柬釋》。但是因為文化大革命來不及出版，文革結束後重新整理、修訂後於1979年由上海古籍出版社出版，名稱定為《文心雕龍創作論》:後記。
在1979年出版之後此書又再次經過多次增訂。在1984年的修訂版中，版式上由本多的簡體橫排改為了繁體直排，並在文字上起了修補，在篇末增加了「二版附記」，對於當中的四個章節文末後增加了考據問題的進一步說明。此外在書名的題字上和書中的數張圖片都起了變動，同樣由上海古籍出版社出版。:214-216李平對於各版本的分別進行了分析。他指出，由1979年和1984年兩版之間，內容省略了標明了馬克思、恩格斯或者其他領導人引文的字樣。他認為這是作者糾正過去非常流行引用經典作家言論的思維方式，甚至認為是對於「言必征聖」、「宗經」思想的糾偏。此外，他還刪去了和學術問題無關的政治評語，他認為這是為糾整劉勰應該具有推翻封建思想的苛刻要求，是為了平反《文心雕龍》是為了「維護封建社會秩序」。他認為這代表作者對於中國傳統文化的反思和再認識，而及是對學術獨立性認識的加深。而且王元化也省去一些較為「大而空的觀念」以及一些「規律性的論述」。:235-247在1992年版中，增加了王元化的六篇新作，包括四篇演講，和兩篇文序，但是刪除了〈物色〉篇和〈神思〉篇的兩篇的附記。1992年改訂版問世之後又再印行過三次。:216-218在2004年版中，書末增加了此書日印版的序，並增加了學界對於此書的品評摘錄。:220次年的日譯版中，帶有岡川繁對於此書的序言。2007年，更名為讀《文心雕龍》的版本中，刪去了1992年版中新增的四篇演講，和兩篇文序，取而代之是當中摘其中部份內容而成的附錄，但是〈物色〉篇的附記又重新被加上。:220-225

## 分析
王元化在書中可見其對於《文心雕龍》文體論的重視，書中他言及，文體論各篇「組織之靡密，結構之嚴謹」，是當時的創舉。戚良德認為這種重視和強調是此書寫作之前沒有或者是不明確的。:154-157他在書中認為他劉勰是受於因明學的影響，戚良德認為王元化雖然沒有具體說明劉勰的思維如何受因明學所影響，但是他啟發了後來的研究者關注這個問題。:158-159王元化在書中提出《文心雕龍》的內涵並不是只有文學理論，而是有社會文學的分析，戚良德認為雖然他己經跳出創作的圈子，但是他並沒有實際說明劉勰對於社會上的影響。:159-160

## 評價
在首版出版時，被學界推祟為當時的「比較文學研究代表作」，但當時學界也對當中的前所未有的比較文學方法起了反響。錢仲聯認為：此書的「考訂的精確，有力地為理論服務」:214。戚良德將此書稱之為黃侃《文心雕龍札記》出版之後，影響最大的著作。牟世金認為，此書是「本期（文化大革命後）理論研究方面影響最大的重要著作」，認為作者以嚴肅的態度來研究《文心雕龍》，提出了不少令人信服的獨到見解。張文勳認為，此書對於研究《文心》創作論的意蘊來說是一種重大的突破，對於《文心雕龍》研究的繁榮興盛有很大的作用。李平認為，此書是王元化研究之中「一道最亮麗的風景線」。陸曉光認為，此書的修訂改版顯出王元化的思想軌跡和「烙印人格的學術『情志』」，可見他不同時期與思想與學術之進程的艱難。:147-148

## 版本
按戚良德所述，本書最少有十個版本:147：
- 王元化.  初版. 上海: 上海古籍出版社. 1979.
- 王元化.  修訂版. 上海: 上海古籍出版社. 1984.
- 王元化.  改訂版. 上海: 上海古籍出版社. 1992.
- 王元化.  改訂版. 台北: 台灣書林有限公司. 1993.
- 王元化. .  改訂版. 南昌: 江西教育出版社. 2001.
- 王元化.  訂本. 桂林: 廣西師範大學出版社. 2004.
- 王元化. . . 武漢: 湖北教育出版社. 2007.
- 王元化. . 北京: 新星出版社. 2007.
- 王元化. . 上海: 華東師範大學出版社. 2012.
- 王元化. . 上海: 上海三聯書店. 2017.

此外此書也被翻譯為日文版：
- 王元化. 岡村繁 , 编. . 東京: 汲古書院. 2005.